# Kent Blomqvist
Kent Blomqvist är en svensk före detta fotbollsspelare (vänsterytter) som representerade Gais åren 1959–1962.
Blomqvist kom från Gais juniorlag och gjorde allsvensk debut för klubben i en match mot Malmö FF i september 1959, där han gjorde mål efter bara två minuter. Detta hjälpte dock inte stort, då Gais förlorade matchen med 5–1. Totalt spelade han 5 matcher (2 mål) för Gais i allsvenskan säsongen 1959, och sedan Gais åkt ur serien var han ordinarie i truppen i division II Västra Götaland säsongerna 1960–1962. Sammanlagt spelade han 53 A-lagsmatcher för Gais (19 mål).